# Zutto Zutto Tomodachi
"Zutto Zutto Tomodachi" (ずっとずっとトモダチ, lit. Amigos Para Sempre) é o terceiro single oficial da cantora e actriz japonesa Mana Ashida, que foi lançado em 16 de maio de 2012. Este é o segundo solo de Ashida depois de Sutekina Nichiyōbi, usado tanto como tema de abertura e de encerramento do anime Jewelpet Kira Deco!, e também usou a canção para promover o filme Jewelpet the Movie: Sweets Dance Princess criado entre a Sanrio e o Studio Comet. O single ficou na décima-sétima posição no Oricon Weekly Singles Charts.

## Produção
O single foi anunciado em 16 de março de 2012, e uma conferência de imprensa foi realizada em 30 de março de 2012, no Imperial Hotel em Tóquio para promover o filme Jewelpet the Movie: Sweets Dance Princess. Mana Ashida e o desenhista da Hello Kitty, Yuko Yamaguchi foram as estrelas convidadas. O single foi lançado em ambas versões de CD Maxi e CD+DVD, que inclui o vídeo de "Zutto Zutto Tomodachi".

## Lista de faixas
Todas as músicas compostas por Shingo Asari.
| N.º            | Título                                                             | Letras                         | Duração |  |
| 1.             | "Zutto Zutto Tomodachi" (ずっとずっとトモダチ)                     | Shingo Asari, Natsumi Watanabe | 4:12    |  |
| 2.             | "Happy Lucky Go!" (ハッピーラッキー☆ゴー！)                        | Shingo Asari, Natsumi Watanabe | 3:43    |  |
| 3.             | "Rainbow Picnic" (なないろピクニック)                              | Shingo Asari                   | 3:31    |  |
| 4.             | "Zutto Zutto Tomodachi (Karaokê)" (ずっとずっとトモダチ(カラオケ)) |                                | 4:12    |  |
| 5.             | "Happy Lucky Go! (Karaokê)" (ハッピーラッキー☆ゴー！(カラオケ))    |                                | 3:43    |  |
| 6.             | "Rainbow Picnic (Karaokê)" (なないろピクニック(カラオケ))          |                                | 3:30    |  |
| Duração total: | Duração total:                                                     | Duração total:                 | 22 min. |  |